# Epping (New Hampshire)
Epping is een plaats (town) in de Amerikaanse staat New Hampshire, en valt bestuurlijk gezien onder Rockingham County.

## Demografie
Bij de volkstelling in 2000 werd het aantal inwoners vastgesteld op 5476.

## Geografie
Volgens het United States Census Bureau beslaat de plaats een oppervlakte van 67,9 km², waarvan 67,4 km² land en 0,5 km² water. Epping ligt op ongeveer 50 m boven zeeniveau.

## Plaatsen in de nabije omgeving
De onderstaande figuur toont nabijgelegen plaatsen in een straal van 24 km rond Epping.